# Verbandsgemeinde Monsheim
Die Verbandsgemeinde Monsheim ist eine Gebietskörperschaft im Landkreis Alzey-Worms in Rheinland-Pfalz. Der Verbandsgemeinde gehören sieben eigenständige Ortsgemeinden an, der Verwaltungssitz ist in der namensgebenden Gemeinde Monsheim.

## Verbandsangehörige Gemeinden
| Ortsgemeinde              | Fläche (km²) | Einwohner |
| ------------------------- | ------------ | --------- |
| Flörsheim-Dalsheim        | 12,71        | 3.167     |
| Hohen-Sülzen              | 3,78         | 733       |
| Mölsheim                  | 4,62         | 557       |
| Monsheim                  | 9,61         | 2.322     |
| Mörstadt                  | 5,62         | 1.036     |
| Offstein                  | 5,64         | 1.845     |
| Wachenheim                | 3,55         | 746       |
| Verbandsgemeinde Monsheim | 45,53        | 10.406    |

(Einwohner am 31. Dezember 2024)

## Bevölkerungsentwicklung
Die Entwicklung der Einwohnerzahl bezogen auf das Gebiet der heutigen Verbandsgemeinde Monsheim; die Werte von 1871 bis 1987 beruhen auf Volkszählungen:
| Verbandsgemeinde Monsheim: Einwohnerzahlen von 1815 bis 2024 | Verbandsgemeinde Monsheim: Einwohnerzahlen von 1815 bis 2024 | Verbandsgemeinde Monsheim: Einwohnerzahlen von 1815 bis 2024 | Verbandsgemeinde Monsheim: Einwohnerzahlen von 1815 bis 2024 | Verbandsgemeinde Monsheim: Einwohnerzahlen von 1815 bis 2024 |
| ------------------------------------------------------------ | ------------------------------------------------------------ | ------------------------------------------------------------ | ------------------------------------------------------------ | ------------------------------------------------------------ |
| Jahr                                                         |                                                              |                                                              |                                                              | Einwohner                                                    |
| 1815                                                         | 1815                                                         |                                                              | 4.730                                                        | 4.730                                                        |
| 1835                                                         | 1835                                                         |                                                              | 5.957                                                        | 5.957                                                        |
| 1871                                                         | 1871                                                         |                                                              | 5.152                                                        | 5.152                                                        |
| 1905                                                         | 1905                                                         |                                                              | 5.968                                                        | 5.968                                                        |
| 1939                                                         | 1939                                                         |                                                              | 6.835                                                        | 6.835                                                        |
| 1950                                                         | 1950                                                         |                                                              | 8.515                                                        | 8.515                                                        |
| 1961                                                         | 1961                                                         |                                                              | 8.334                                                        | 8.334                                                        |
| 1970                                                         | 1970                                                         |                                                              | 8.659                                                        | 8.659                                                        |
| 1987                                                         | 1987                                                         |                                                              | 8.573                                                        | 8.573                                                        |
| 1997                                                         | 1997                                                         |                                                              | 9.714                                                        | 9.714                                                        |
| 2005                                                         | 2005                                                         |                                                              | 10.335                                                       | 10.335                                                       |
| 2011                                                         | 2011                                                         |                                                              | 10.101                                                       | 10.101                                                       |
| 2017                                                         | 2017                                                         |                                                              | 10.411                                                       | 10.411                                                       |
| 2024                                                         | 2024                                                         |                                                              | 10.406                                                       | 10.406                                                       |
|                                                              |                                                              |                                                              |                                                              |                                                              |

## Politik

### Verbandsgemeinderat
Der Verbandsgemeinderat Monsheim besteht aus 28 ehrenamtlichen Ratsmitgliedern, die bei der Kommunalwahl am 9. Juni 2024 in einer personalisierten Verhältniswahl gewählt wurden, und dem hauptamtlichen Bürgermeister als Vorsitzendem.
Die Sitzverteilung im Verbandsgemeinderat:
| Wahl | SPD | CDU | GRÜNE | FDP | FWG | LuK | Gesamt   |
| ---- | --- | --- | ----- | --- | --- | --- | -------- |
| 2024 | 11  | 4   | 2     | 1   | 8   | 2   | 28 Sitze |
| 2019 | 12  | 3   | 3     | 1   | 8   | 1   | 28 Sitze |
| 2014 | 12  | 5   | 1     | 1   | 7   | 2   | 28 Sitze |
| 2009 | 12  | 3   | 1     | 2   | 8   | 2   | 28 Sitze |
| 2004 | 11  | 5   | 1     | 1   | 10  | –   | 28 Sitze |

- FWG = Freie Wählergruppe Verbandsgemeinde Monsheim e. V.
- LuK = Liste unabhängiger Kandidaten  e. V.

### Bürgermeister
- Adolf Weiß (SPD) (1972–1982)
- Willi Johannes (SPD) (1982–1992)
- Michael Kissel (SPD) (1992–2003), dann Oberbürgermeister von Worms
- Ralph Bothe (SPD) (seit 2003)

Ralph Bothe wurde bei der Direktwahl am 26. Mai 2019 mit einem Stimmenanteil von 76,1 % für weitere acht Jahre in seinem Amt bestätigt.

### Wappen
| Wappen von Verbandsgemeinde Monsheim | Blasonierung: „Innerhalb eines achtmal von Gold und Blau gestückten Bordes links schräg geteilt von Blau und Gold, oben ein abgerissener, rotgezungter und -bewehrter silberner Adlerkopf, unten eine grüne Traube über einer linksgewandten schwarzen, silbern schraffierten Pflugschar.“ |
| Wappen von Verbandsgemeinde Monsheim | |

### Landes- und Bundespolitik
Auf Landesebene gehört die Verbandsgemeinde Monsheim zum Wahlkreis Rhein-Selz/Wonnegau. Direkt gewählte Abgeordnete ist derzeit Kathrin Anklam-Trapp (SPD), über die Landesliste ist zudem Pia Schellhammer (Grüne) Mitglied des Landtags.
Auf Bundesebene ist die Verbandsgemeinde, wie der gesamte Kreis Alzey-Worms, Teil des Bundestagswahlkreises Worms. Hier ist Jan Metzler (CDU) direkt gewählter Abgeordneter, aus dem Wahlkreis gehören zudem Marcus Held (SPD) und Manuel Höferlin (FDP) dem Bundestag an.